# Martha Stewart
Pour les articles homonymes, voir Martha Stewart (homonymie) et Stewart.
Martha Stewart, née Kostyra le 3 août 1941 à Jersey City (New Jersey), est une personnalité de la télévision et femme d'affaires américaine, fondatrice de l'émission et du magazine Martha Stewart Living.

## Biographie

### Origine
Martha Helen Kostyra naît le 3 août 1941 à Jersey City (New Jersey. Elle passe sa jeunesse à Nutley, dans le New Jersey. Au sein d'une famille catholique de la classe moyenne, elle est l'une des six enfants d'Edward Kostyra (1912-1979), un enseignant puis un représentant pharmaceutique, et de Martha Ruszkowski (1914-2007), une enseignante puis femme au foyer, tous deux d'ascendance polonaise.
À l'adolescence, elle débute dans le mannequinat en parallèle de ses cours au lycée et intègre ensuite le Barnard College, une faculté new-yorkaise, avec l'aide d'une bourse.
Alors qu'elle est encore étudiante, elle fréquente le frère d'une de ses camarades de classe, Andrew Stewart, un étudiant de l'université Yale, avec lequel elle se marie à l'âge de dix-neuf ans.
À la fin de ses études, elle obtient un bachelor's degree (diplôme universitaire) en histoire et histoire de l'architecture du Barnard College.

### Débuts de carrière
En 1967, elle est recrutée à New York par la firme Monness, Williams, and Sidel,, une agence de courtage de Wall Street, grâce aux relations du père de son mari, et apprend et exerce le métier de courtière en bourse, dans un secteur où elle est une des rares femmes. Elle quitte ensuite New York avec sa famille en 1971 pour Westport dans l'État du Connecticut, où elle achète et restaure une ferme de deux acres ("Turkey Hill"), et se lance dans l'activité de traiteur culinaire, puis d'autrice de livres de gastronomie et de conseil lifestyle (dont Entertaining, son premier livre publié en 1982) avec l'aide de son mari éditeur et dont les ventes s'avèrent des succès de librairie.

### Martha Stewart Living Omnimedia
À la fin de l'année 1990, elle crée son entreprise multimédia et amorce la construction de ce qui devient un empire médiatique, le Martha Stewart Living Omnimedia (MSO), coté en bourse en 1999 — faisant d'elle une milliardaire, avec une fortune évaluée à 1 milliard de dollars —, qui repose sur un magazine périodique, immédiatement au sommet des ventes, et un programme télévisé hebdomadaire au sommet des audiences, le Martha Stewart Living (faisant dès lors de son nom une marque commerciale). Ses publications et programmes, dont elle est la principale productrice, vantent un ensemble de méthodes et astuces qui permettent de « bien-vivre chez soi », par des conseils de décoration d'intérieur, de jardinage, d'ameublement, d'arrangements floraux, et par la transmission de recettes de cuisine, entre autres.
Les commentateurs de la presse économique américaine estiment qu'elle est parvenue à unifier un marché jusque-là fragmenté, celui du « bien-vivre chez soi », dit le lifestyle business ou le housewife business. 
En 2003, alors qu'elle est au sommet de sa gloire, la chaîne NBC sort le téléfilm Martha, Inc.: The Story of Martha Stewart (en), un biopic dont elle est l'héroïne et pour lequel l'actrice Cybill Shepherd est choisie pour interpréter son rôle.

### Collaboration avec Kmart
En 1987, la chaîne américaine de grands magasins Kmart entame une collaboration avec Martha Stewart, alors autrice de best-sellers de cuisine, et la choisit comme porte-parole et consultante en matière de divertissement (entertaining) et de mode de vie (lifestyle). 
En 1997, Kmart et Martha Stewart Living Omnimedia annoncent un premier accord de merchandising, complété en 1999 et 2000 par la mise en rayon de nouveaux produits à sa marque et révisé en 2001 par un nouvel accord de licence commerciale étendu à long terme. 
En avril 2004, Kmart et Martha Stewart Living Omnimedia conviennent de modifier les termes du contrat de licence à long terme.
Leur collaboration commerciale prend fin en 2009,.

### Démêlés judiciaires
Martha Stewart est mise en accusation en février 2004 dans une affaire de délit d'initié et condamnée en juillet 2004,, à cinq mois de prison, pour entrave à la justice, après avoir menti aux enquêteurs fédéraux chargés d’éclaircir les conditions de l'Affaire ImClone (en), : elle avait vendu pour 230 000 dollars ses actions de l'entreprise biopharmaceutique ImClone, la veille d'une décision du conseil d'administration de cette entreprise qui avait fait brutalement chuter le cours de l'action et provoqua de lourdes pertes financières à ses nombreux petits actionnaires. Quelque 400 millions de dollars de valorisation de son propre groupe partent en fumée, depuis le début de cette affaire qui détourne de ses publications une partie des annonceurs. Ses procès sont extrêmement médiatisés — où tous les médias la dépeignent sous un jour défavorable — et à la suite de sa condamnation judiciaire (comme populaire), elle doit purger sa peine dans l'institution correctionnelle fédérale de Danbury dans le Connecticut, puis deux mois et demi plus tard dans une prison de sécurité minimum,, au camp de prisonniers fédéral d'Alderson (en) en Virginie-Occidentale,.
Après sa peine de prison, elle quitte l'établissement pénitencier à bord du jet privé de son ami Charles Simonyi,.

### Reconversion télévisuelle
À sa libération, Martha Stewart — qui est dans l'interdiction de diriger une entreprise depuis sa condamnation — participe à nouveau à des émissions, revient sur les ondes américaines et anime l'émission télévisée Martha (dit aussi The Martha Stewart Show), un cooking show (en) produit par Mark Burnett, le coproducteur des émissions de télévision The Apprentice (qui met alors en scène Donald Trump) et Survivor, qui mise sur elle et lui impose un format talk-show (dans lequel elle dira s'être sentie « comme en prison »). Elle est nommée en 2006 au Daytime Emmy Award du meilleur animateur de talk-show américain. Cependant l'émission Martha cesse en 2012 en raison des hausses des coûts de production et des baisses des taux d'audience,.

### Renaissance médiatique
En mars 2015, après près de trois ans d'absence du paysage audiovisuel, elle participe au Comedy Central Roast (en) de Justin Bieber, au côté d'autres célébrités — dont elle est la plus âgée (elle a 73 ans) — et du rappeur Snoop Dogg notamment, où elle est remarquée — pour son image de badass (une « dure à cuire ») — et, contre toute attente, très appréciée,. Son intervention dans l'émission est considérée par les médias comme un comeback positif et populaire.
En juin 2015, Sequential Brands Group (SQBG), un gestionnaire de licences de marque, conclut un accord pour acquérir Martha Stewart Living Omnimedia (MSO) pour 353 millions de dollars. Martha Stewart en devient la nouvelle directrice de création et reste activement impliquée dans les opérations de sa marque éponyme.
Depuis sa participation au Comedy Central Roast, elle anime ponctuellement avec Snoop Dogg — de trente ans son cadet et avec lequel elle devient amie, —, de nombreuses émissions de télévision décalées, aujourd'hui objets télévisuels de pop culture,,, qui raniment et nourrissent sa popularité et son influence,.
En 2017, elle est citée lors de la divulgation de documents confidentiels, dits les Paradise Papers, comme l'un des investisseurs d'une société offshore basée dans un paradis fiscal — les Bermudes —, l'entreprise Scientia Health Group Ltd (à l'instar d'Harvey Weinstein), dont le fondateur était l'ancien directeur exécutif d'ImClone, et à des fins d'« optimisation fiscale ». Ce scandale international d'évasion fiscale est retentissant mais n'affecte cependant pas son image.
En 2019, Canopy Growth, un gros producteur et distributeur canadien de cannabis à usage médical, la recrute comme conseillère pour l’aider à développer une gamme de nouveaux produits à base de cannabis pour les humains et les animaux.
En 2021, elle est toujours à la tête d'un important portefeuille de droits sur des livres, des programmes télévisés et des licences de biens de consommation et bénéficie de son omniprésence sur le réseau social Instagram et des millions d'abonnés suivant son compte, ce qui renforce son influence au sein de la pop culture et son rang dans le classement Fortune 500, ses actifs financiers étant alors estimés à environ 400 millions de dollars.
En février 2022, elle anime avec Snoop Dog le Puppy Bowl XVIII,, le programme caritatif diffusé sur les chaînes Discovery+ et Animal Planet, destiné à sensibiliser le public à l'adoption animale, et le jour du Super Bowl où Snoop Dogg performe, le soir-même, au Pepsi Super Bowl LVI halftime show (en).
En juin 2022, elle invite son amie Kris Jenner sur son premier podcast The Martha Stewart Podcast, sur la webradio iHeartRadio, et en octobre 2022, elle est conviée par la famille Kardashian dans leur nouvelle émission de télé-réalité, Les Kardashian.
En 2023, elle fait la couverture du magazine Sports Illustrated, à l'âge de 81 ans, devenant le modèle le plus âgé à faire la couverture d'un magazine en maillot de bain, confirmant son statut d'icône populaire et succédant au mannequin Maye Musk (la mère d'Elon Musk) alors âgée de 74 ans.
En août 2024, Snoop Dog et elle forment le duo de correspondants des Jeux olympiques d'été de Paris aux épreuves olympiques d'équitation dans la discipline du dressage, au château de Versailles, pour le programme international NBC Olympics (en) diffusé aux États-Unis sur la chaîne NBC Sports. 
Le 30 octobre 2024 sort le documentaire diffusé sur Netflix, dont elle est l'objet, « Martha Stewart, une icône américaine », où elle raconte sans fard "l'icône de l'art de vivre à l'américaine" qu'elle était, son ascension fulgurante en tant que première influenceuse américaine, — avant l'ère des réseaux sociaux — et première milliardaire self-made woman des États-Unis,,, ainsi que sa chute après le scandale ImClone, puis sa reconversion et sa renaissance médiatique.

## Vie personnelle
Martha Stewart, née Kostyra, épouse en 1961 Andrew Stewart, alors étudiant à l'université Yale et futur dirigeant d'une maison d'édition de livres d'art (président de Harry N. Abrams, puis cofondateur de la maison d'édition Stewart, Tabori & Chang). Ils ont une fille, la journaliste de radio Alexis Stewart (en), et divorcent en 1990. Elle conserve son nom d'épouse — Martha Stewart — conformément à la coutume américaine.
Elle est ensuite en couple pendant 15 ans avec le milliardaire Charles Simonyi,, un des grands actionnaires du groupe informatique Microsoft. Leur relation prend fin en 2008.

## Portraits qui lui sont consacrés
Maris Stewart a fait l'objet de films de fiction et a été parodiée dans plusieurs médias et des documentaires ont, par ailleurs, été consacrés à son parcours. 
Deux téléfilms ont été réalisés à partir de l'histoire de sa vie : Martha, Inc : The Story of Martha Stewart, diffusé en 2003, et Martha : Behind Bars diffusé en 2005. Dans ces deux films, elle est interprétée par Cybill Shepherd,. De plus, un personnage librement inspiré d'elle, Judy King, apparaît dans la série télévisée Orange is the New Black.
Elle a également fait une apparition dans la quatrième saison de la série High Maintenance de HBO, ainsi que dans le film comique Bad Moms.
De plus, elle est le sujet du film documentaire Martha réalisé par R. J. Cutler et diffusé en 2024,. Ce documentaire en dresse un portrait plutôt sympathique et aimable,. CNN lui a consacré une série documentaire, The Many Lives of Martha Stewart (titre français : « Martha Stewart, une icône américaine »), en quatre épisodes de quarante-deux minutes, diffusée début 2024. Ce deuxième portrait, plus long, est un peu plus acide que le premier documentaire diffusé : l'épisode du passage en prison en 2004 est davantage développé et elle y est montrée, à son grand dépit, claudiquant après une opération du pied, « comme une petite vieille »,.

## Filmographie
- 2006 : Ugly Betty : elle-même.
- 2010 : Les Simpson (saison 22, épisode 8 : La Bataille de Noël) : elle-même.
- 2012 : 2 Broke Girls (saison 1, épisode 24) : elle-même.
- 2012 : New York, unité spéciale (saison 13, épisode 21) : Eleanor Hastings.
- 2015 : Pixels : elle-même.
- 2016 : Bad Moms de Jon Lucas et Scott Moore : elle-même.
- 2019 : High Maintenance (saison 4, épisode 7).